# Adrien Lamorial Jean Marie de Warenghien de Flory
Adrien Lamorial Jean Marie de Warenghien de Flory, né le 13 février 1778 à Douai (Nord), mort le 27 mars 1842 à Paris, est un général français.

## État des services
Fils de Louis Joseph de Warenghien de Flory, Adrien Lamorial Jean Marie de Warenghien de Flory entre en service le 23 novembre 1794, comme élève à l'École Polytechnique et, en 1795, il est admis à l'école du génie avec le grade de sous-lieutenant, puis il devient lieutenant en 1797. 
Il sert dans l’armée des côtes de l’Océan en 1798, et dans celle des Alpes en 1799. Il assiste à la bataille de Novi le 15 août 1799, et il reçoit son brevet de capitaine le 27 octobre suivant. De 1800 à 1801, il est affecté à l’armée d’Italie, et après la victoire de Marengo le 14 juin 1800, il est chargé de la construction d’un pont sur le Mincio le 25 décembre 1800, opération qu’il exécute sous le feu de l’ennemi.
En 1803 il est envoyé à l’armée des côtes de l'Océan, et en 1805, il participe à la campagne d’Autriche. Il assiste au Combat de Günzburg le 9 octobre 1805, et le 14 octobre il est employé à la construction du pont d’Elchingen. 
En 1806 et 1807, il fait la campagne de Prusse et de Pologne, et le 20 juillet 1806, il prend les fonctions d’aide de camp du général Dupond. Il est blessé grièvement le 17 octobre 1806, au Combat de Halle, et en novembre, il prend une part active lors de la bataille de Lübeck. Il est nommé chef de bataillon le 3 mars 1807, et il se distingue le 14 juin 1807, à la bataille de Friedland.
Envoyé à l'armée d'Espagne, comme aide de camp du général Dupont, il assiste le 7 juin 1808 à la bataille d'Alcolea puis à la désastreuse bataille de Bailén le 19 juillet 1808. Emprisonné quelques mois au fort Saint-Jean à Marseille, il est envoyé à Florence pour prendre le commandement d’un bataillon du 112e régiment d'infanterie de ligne le 5 décembre 1808. 
En avril 1809, il prend part à la campagne d'Autriche et il est fait chevalier de la Légion d'honneur le 30 mai 1809. Il se fait remarquer le 14 juin 1809 à la bataille de Raab ainsi que les 5 et 6 juillet à celle de Wagram. Il est créé chevalier de l'Empire le 9 décembre 1809. 
En 1810, il retourne à l'armée d'Espagne et il est promu major le 8 février 1811. Il commande un régiment provisoire jusqu'en 1813. Le 11 mai 1813, il est nommé colonel commandant le 48e régiment d'infanterie de ligne à Hambourg et, en 1814, il fait la campagne de France à la Grande Armée.
Lors de la première restauration, le roi Louis XVIII le maintient dans son commandement et le fait chevalier de Saint-Louis.
Pendant les Cent-Jours, il est promu général de brigade le 1er juillet 1815.
Au retour des Bourbon, sa promotion au grade de général de brigade est annulée par ordonnance du 1er août 1815, et il est mis en non activité le jour même.
Il est remis en activité en 1820, comme commandant de la légion de la Meurthe, qui devient le 52e régiment d’infanterie de ligne la même année. Il est fait officier de la Légion d'honneur le 17 août 1822 et il redevient général de brigade en 1823.
Mis en disponibilité, il reprend du service en 1828, comme commandant d'une brigade au camp de Saint-Omer et, en 1830, il prend le commandement du département de l'Orne à Alençon, puis il commande successivement les départements du Finistère, de la Charente-inférieure et de l'Aveyron.
Il meurt le 27 mars 1842, à Paris.

## Dotation
- Le 19 mars 1808, donataire d’une rente de 2 000 francs en Westphalie.

## Armoiries
| Armoiries | Nom du chevalier et blasonnement |
| --------- | --- |
|           | Chevalier Adrien Lamorial Jean Marie de Warenghien de Flory et de l'Empire, lettres patentes du 9 décembre 1809. Parti : au premier, d’or à trois léopards de sable passant l’un sur l’autre ; au second, d’azur au chevron d’or, accompagné de trois besants du même ; le parti soutenu d’une champagne de gueules, chargée du signe des chevaliers légionnaires. |

## Sources
- (en) « Generals Who Served in the French Army during the Period 1789 - 1814: Eberle to Exelmans »
- Hippolyte Romain et Joseph Duthillœul, Galerie douaisienne : Biographie des hommes remarquables de la ville de Douai, A. d'Aubers imprimeur, 1844, 474 p. (lire en ligne), p. 453.
- Albert Révérend, Armorial du Premier Empire, t. 4, Paris, Honoré Champion, libraire, 1897, p. 396.